# Влаховичи (община Пале)
Влаховичи (на сръбски: Влаховићи) е село в Босна и Херцеговина, разположено в община Пале, в ентитета на Република Сръбска. Намира се на 1276 метра надморска височина. Населението му според преброяването през 2013 г. е 44 души, от тях: 41 (93,18 %) сърби, 2 (4,54 %) черногорци и 1 (2,27 %) бошняк.

## Население
Численост на населението според преброяванията през годините:
- 1961 – 163 души
- 1971 – 126 души
- 1981 – 83 души
- 1991 – 57 души
- 2013 – 44 души